# Oropodisma karavica
Oropodisma karavica är en insektsart som beskrevs av Scott LaGreca och Messina 1977. Oropodisma karavica ingår i släktet Oropodisma och familjen gräshoppor. Inga underarter finns listade i Catalogue of Life.